# 神恵院

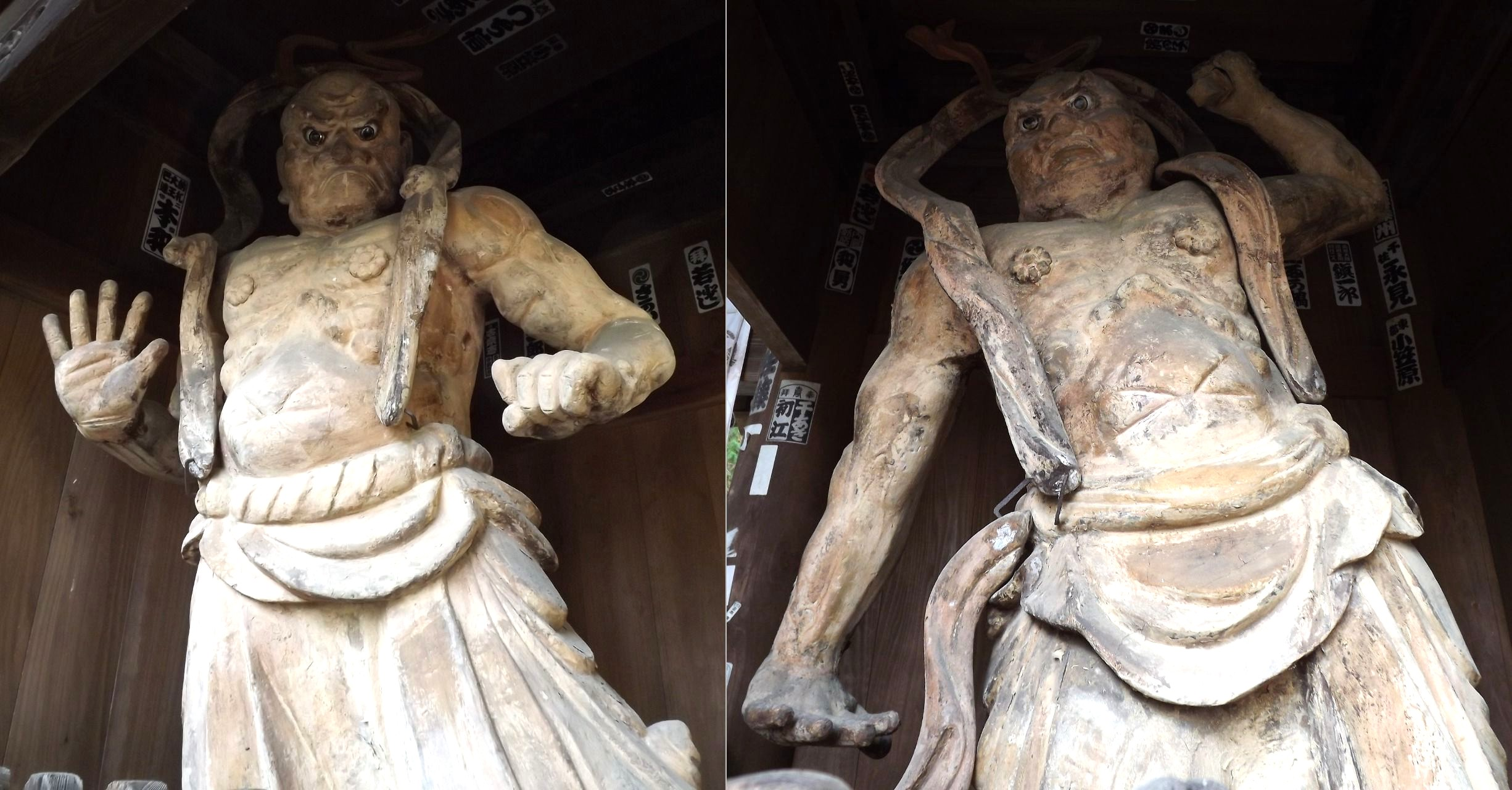
仁王門の仁王像

神恵院（じんねいん）は、香川県観音寺市にある真言宗大覚寺派の寺院。七宝山（しっぽうざん）と号す。本尊は阿弥陀如来。四国八十八箇所第六十八番札所。
- ご本尊真言：おん あみりた ていぜい からうん
- ご詠歌：笛の音も松吹く風も琴弾（ひ）くも　歌うも舞うも法（のり）のこえごえ

## 歴史
法相宗の日証上人が琴弾山で修行をしていたところ、琴を弾く老人が乗る舟を海上に見た。この老人は八幡大明神であることを知った上人は、その琴と舟を山上に祀り琴弾八幡宮と名付けた。行基が養老6年（722年）に訪れた後、大同2年に空海（弘法大師）が訪れ、琴弾八幡宮の本地仏である阿弥陀如来を描き安置した。その後、琴弾八幡宮は四国八十八箇所が成立したとき札所とされ、納経は別当の観音寺で行われた。なお、観音寺も札所として選ばれたので、琴弾八幡宮の納経は神恵院の院号で「琴弾八幡宮 別當神恵院」、観音寺自身の納経は寺号で「聖観音 右同所 別當観音寺」と納経をすることとなった。
しかし明治政府による神仏分離令により琴弾八幡宮に安置されていた本地阿弥陀如来図は観音寺境内の西金堂（さいこんどう）に移されたため西金堂は神恵院本堂となった。2002年、境内の別の場所に神恵院本堂が鉄筋コンクリートで新築され、元の本堂は薬師堂に戻され、その横にあった神恵院大師堂は台風で失われたので、十王堂の右半分が大師堂になった。

## 伽藍
- 山門（仁王門）：観音寺と共通。

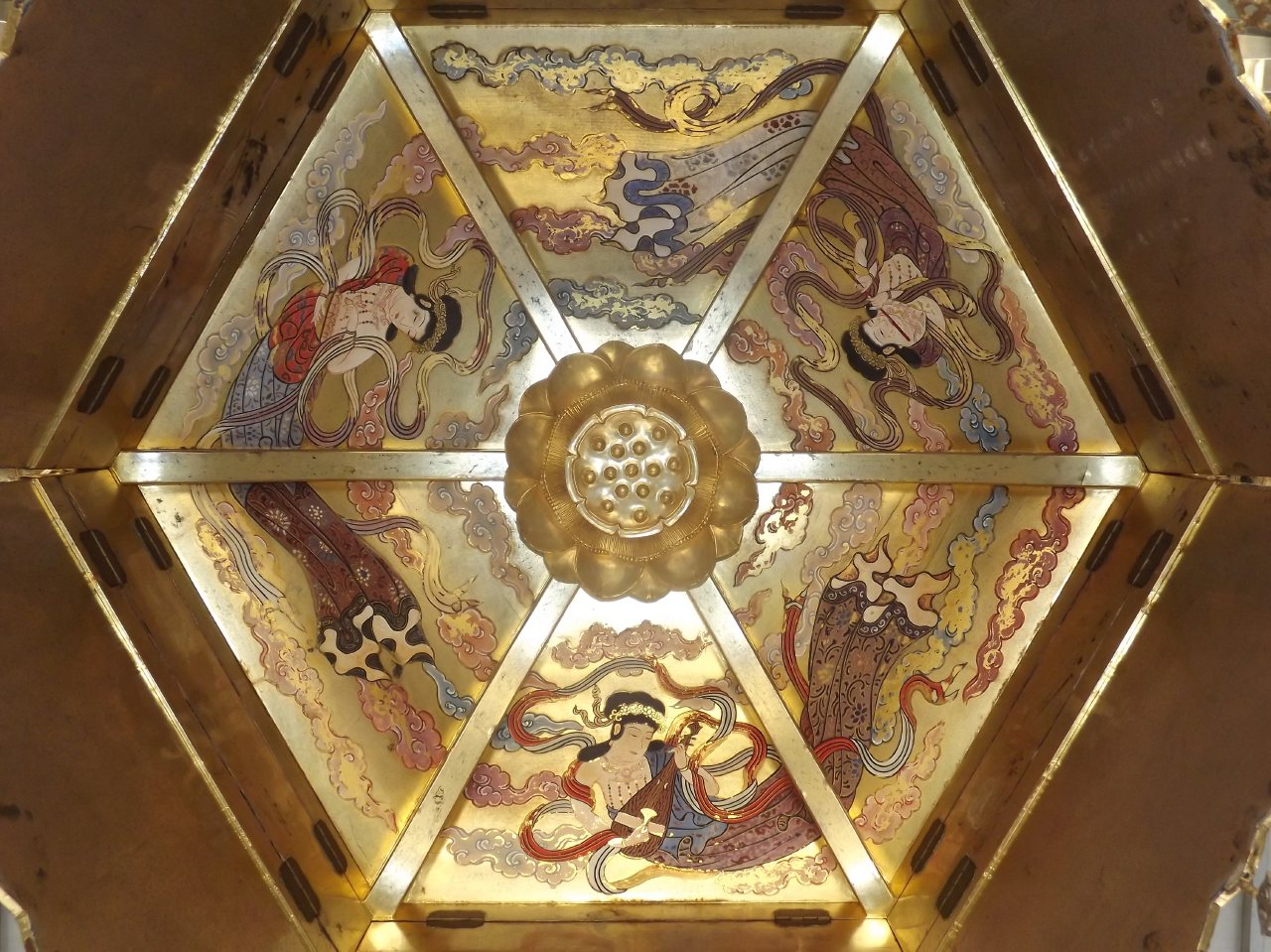
天蓋の天女

- 沓音天神祠：山門からの参道左上にある。庵に誰かが訪ねて来たが沓の音のみで姿が見えず後を追うとこの社で消えたとの伝説から
- 本堂：阿弥陀三尊来迎図は中央その前に阿弥陀立像、左に毘沙門天立像。向かって左脇陣に阿弥陀如来立像と日光月光像立像、右に地蔵菩薩立像。
- 大師堂：大師堂棟の向かって右側。大師像を拝顔できる。
- 太子堂：大師堂棟の左。聖徳太子を祀る。
- 回遊式日本庭園「巍巍園（ぎぎえん）」：第45世太政大僧正道尊の作庭
- 預修殿（よしゅうでん）：閻魔大王を祀り、納経所・客殿・寺務所の機能を備えた堂宇。『預修十王経』に因んだ名前。

仁王門をくぐり参道を進むと石段があり上り切ると右に鐘楼があるが、左に折れまた右を見るとお堂の向こうにコンクリート打ちっぱなしの建造物があり、その中の石段を登ると本堂がある。大師堂は戻って降りた右手にある。庭園は観音寺の方であるが、神恵院の本堂に上がった左側から眺めることができるのでここで紹介する。
- 宿坊：なし
- 駐車場：山門前に無料であり。

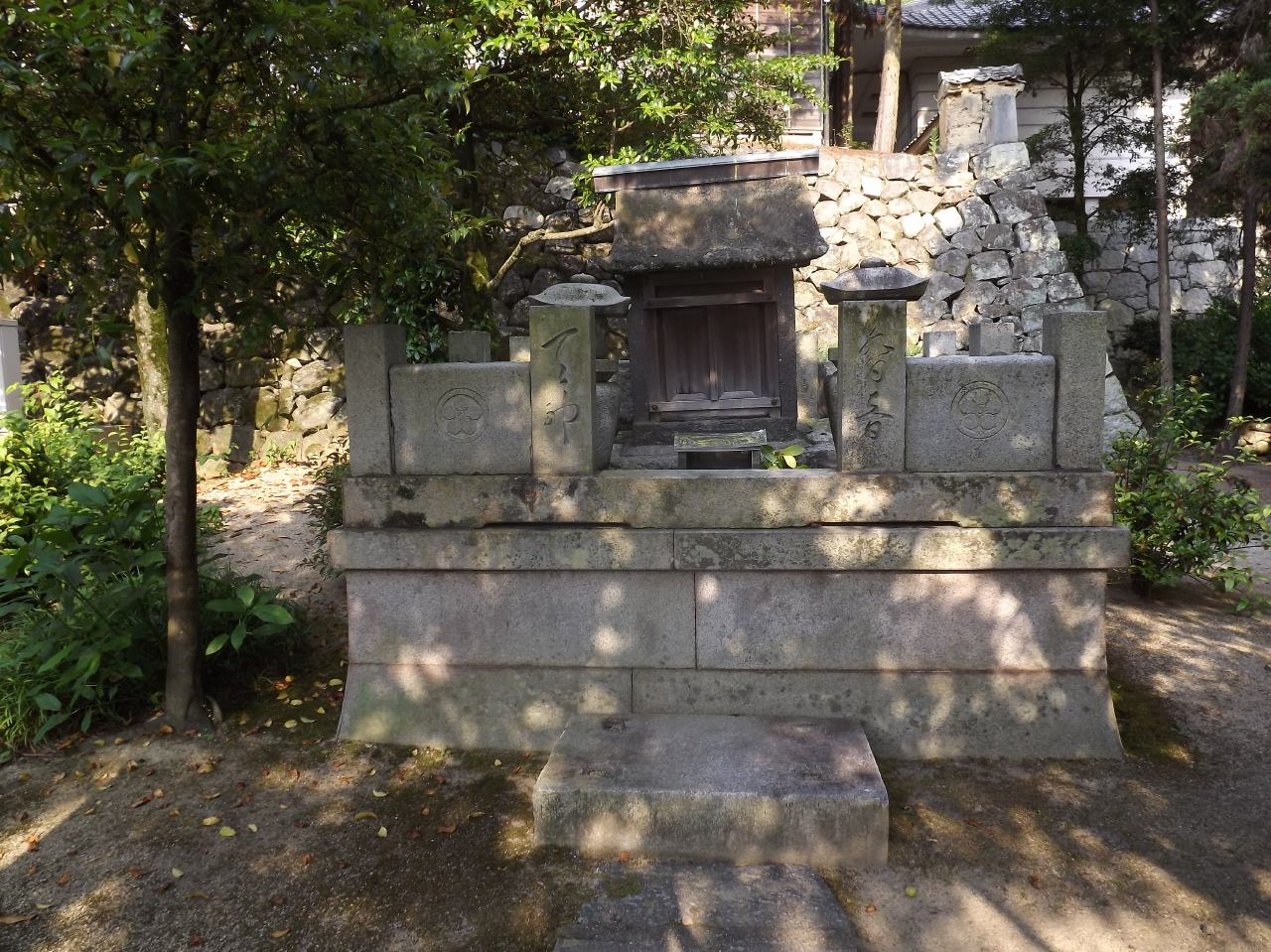
沓音天神
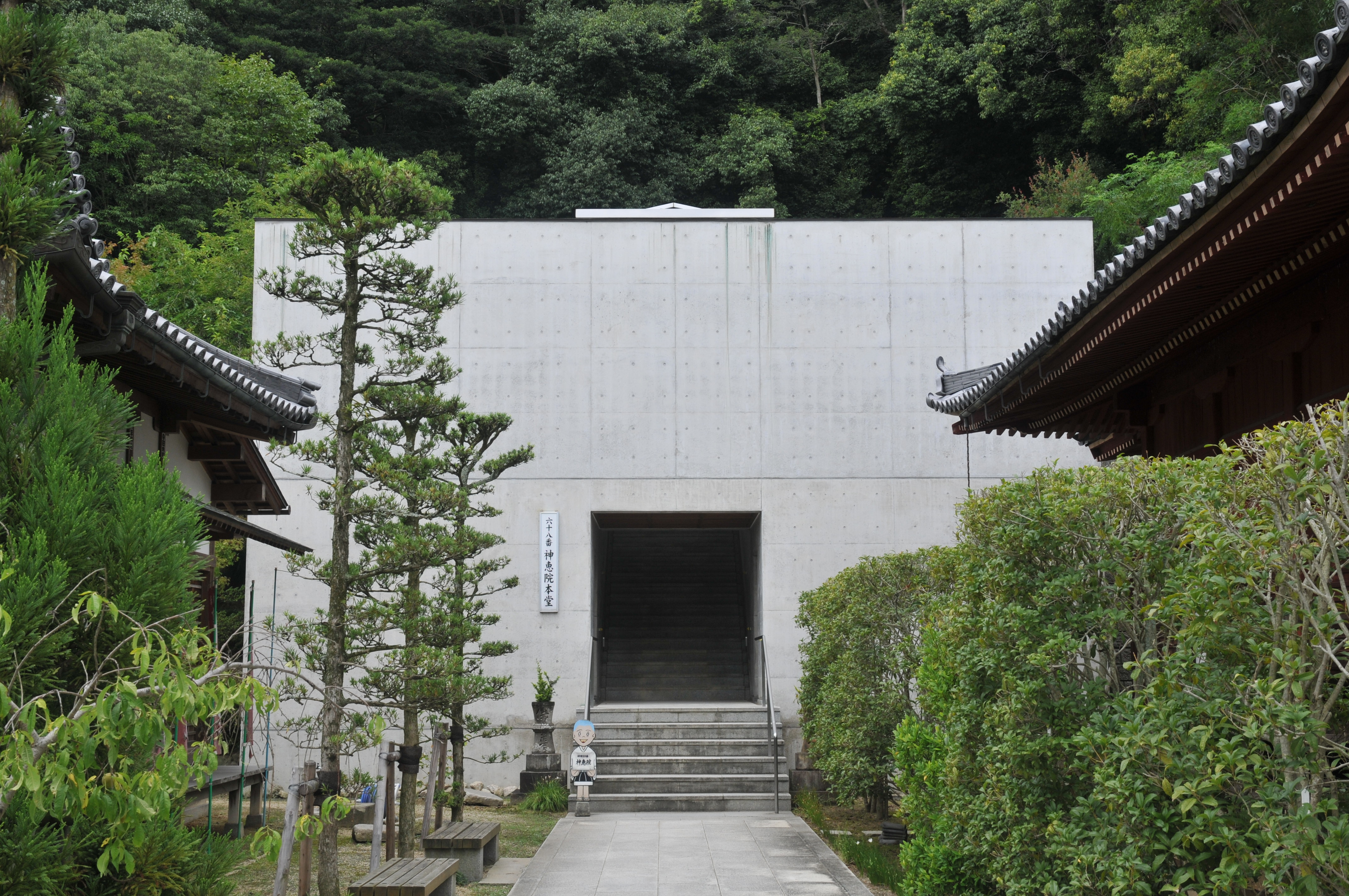
本堂入口
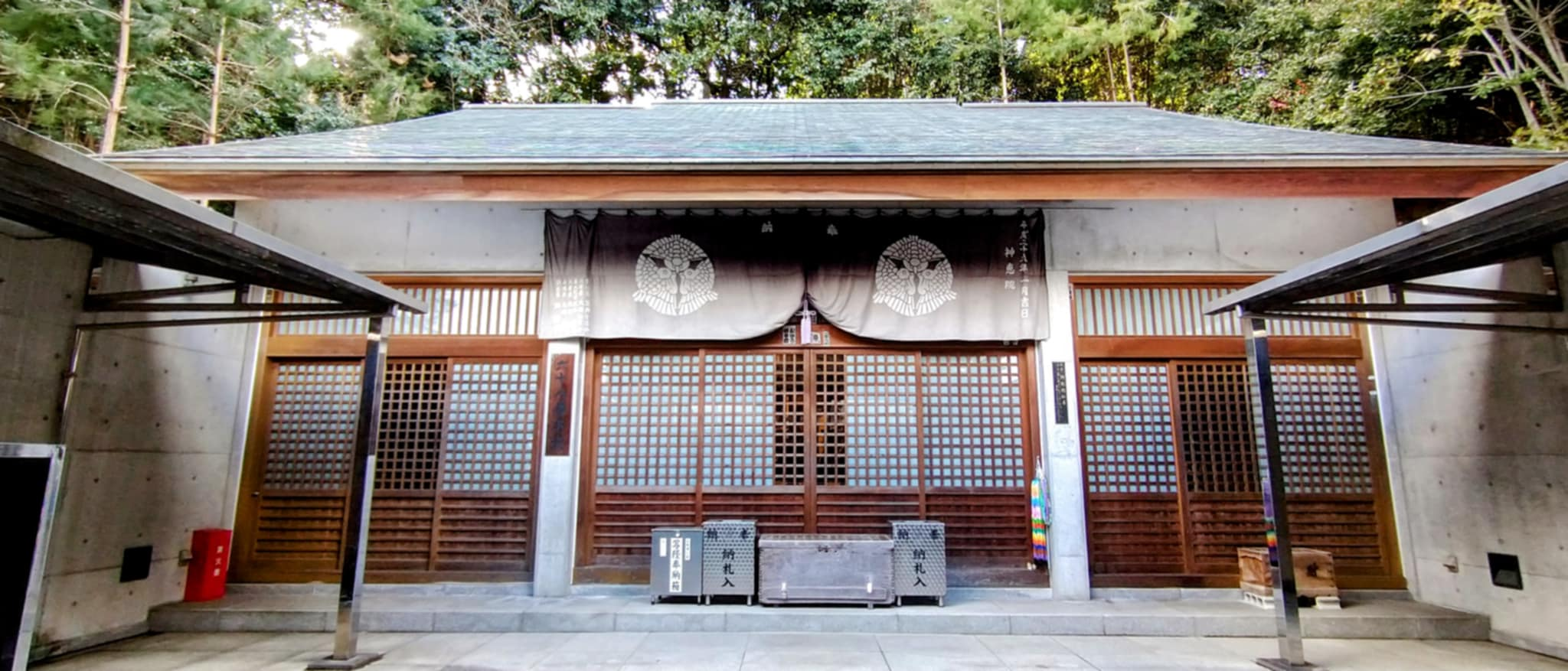
本堂
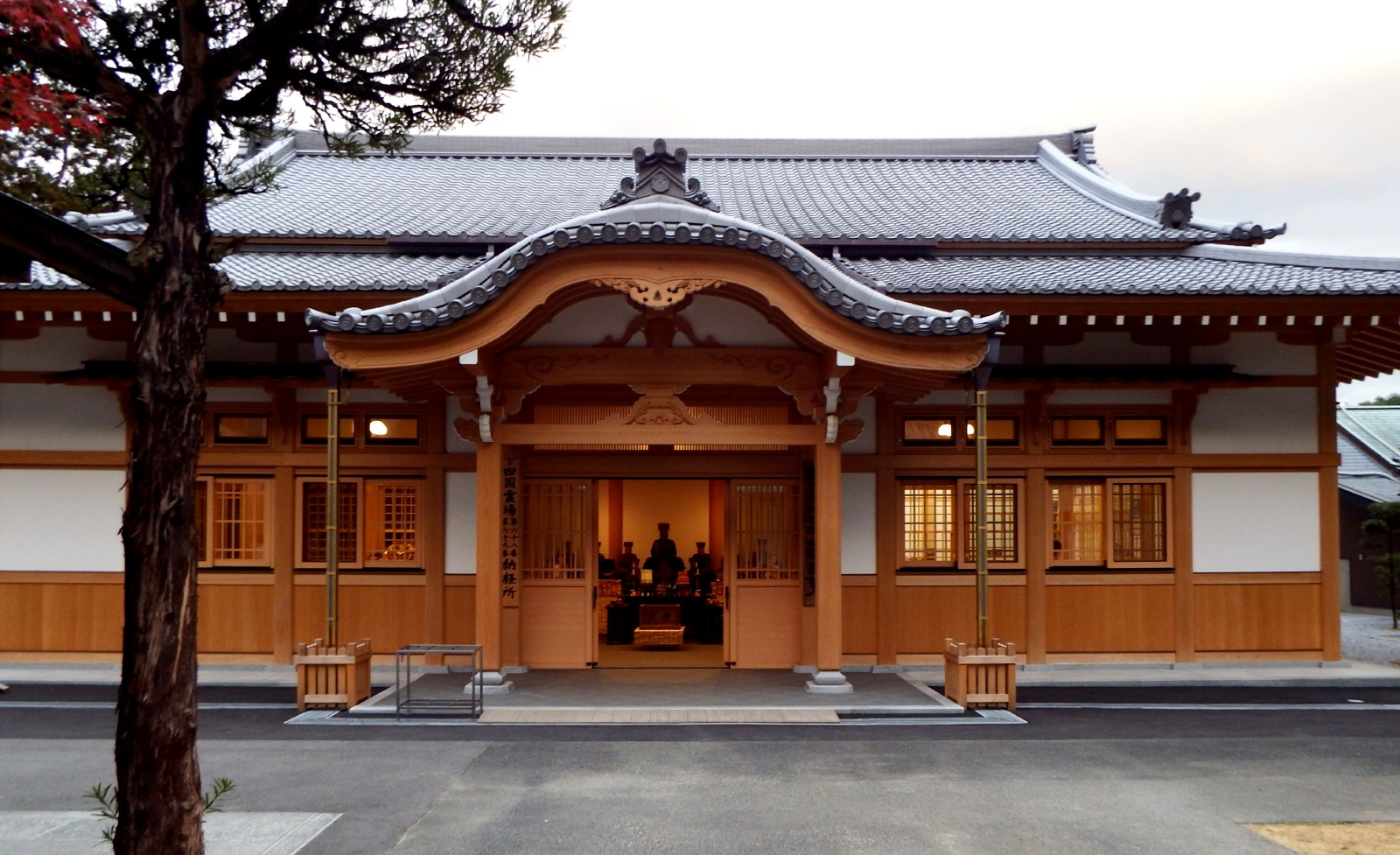
預修殿
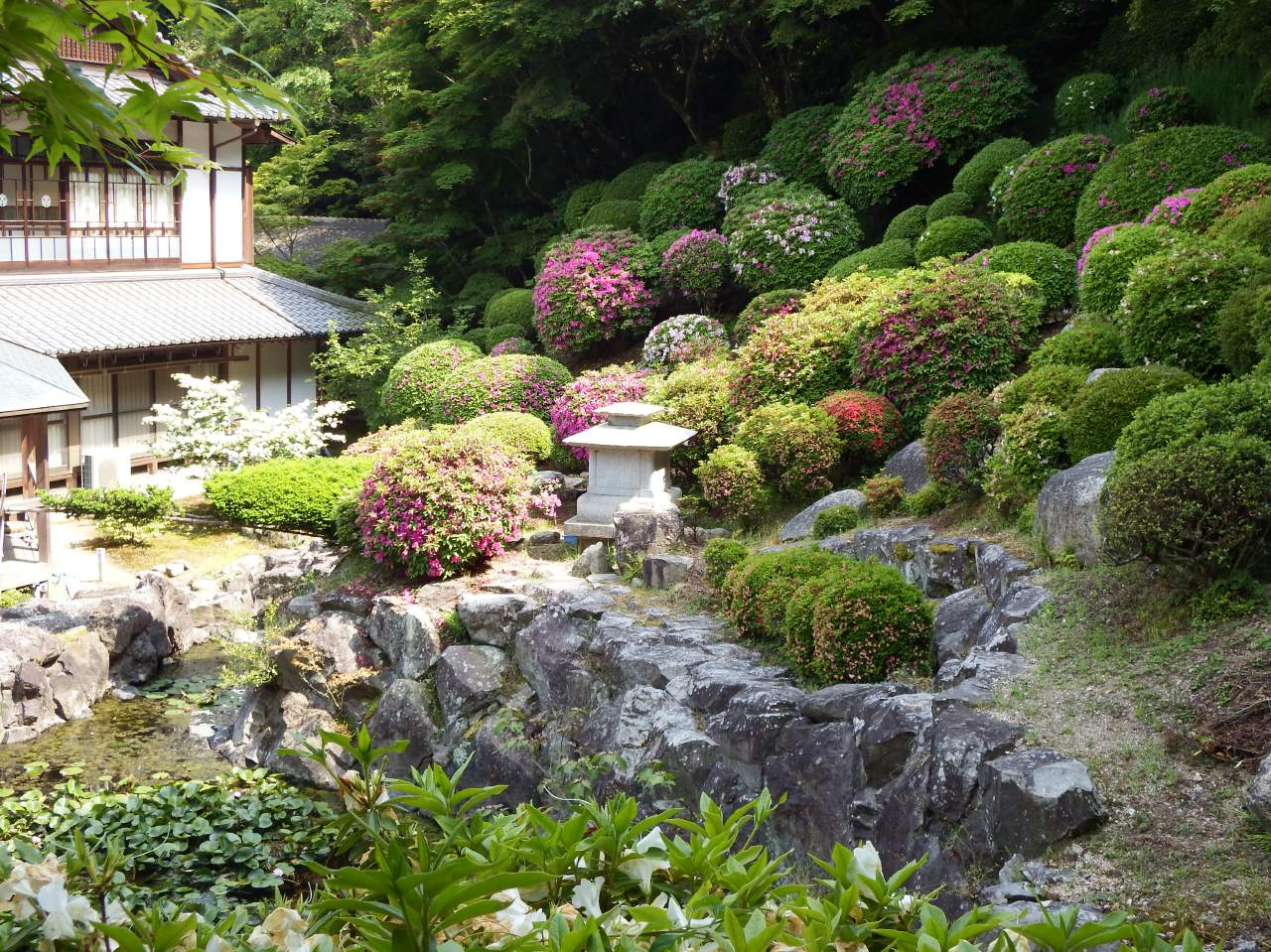
巍巍園

## 文化財
重要文化財
- 絹本著色琴弾八幡本地仏像：本尊で秘仏。左上に阿弥陀三尊が来迎し、右下に釈迦三尊が立つ姿を描く[2]。鎌倉時代作、明治34年3月27日指定[3]
- 絹本著色琴弾宮絵縁起（ことびきのみやええんぎ）：香川県立ミュージアム寄託。瀬戸内海を背景に山頂に琴弾宮が鎮座する琴弾山周辺の景観を描いている。鎌倉時代作、明治34年3月27日指定[4]

## 行事
- えんま様縁日：毎年1月16日と8月16日、観音寺を含めた各堂が開かれ、十王堂では先祖追善法要、薬師堂では護摩祈願が催行される。
- 釈迦涅槃像公開：毎年2月15日（涅槃会）と4月8日（花祭り）

## 交通アクセス
鉄道
- 四国旅客鉄道（JR四国） 予讃線 – 観音寺駅 (1.6 km)

道路
- 一般道：香川県道21号丸亀詫間豊浜線 三架橋北詰 (0.4 km)
- 自動車道：高松自動車道 大野原IC (5.2 km)

## 奥の院
琴弾八幡宮（かつての第68番札所）
- 所在地：香川県観音寺市八幡町一丁目1番1号 （琴弾八幡宮）

## 隣の札所
四国八十八箇所
67 大興寺 --(8.7 km)-- 68  神恵院 -- (0.1 km)-- 69 観音寺

## 周辺の番外霊場

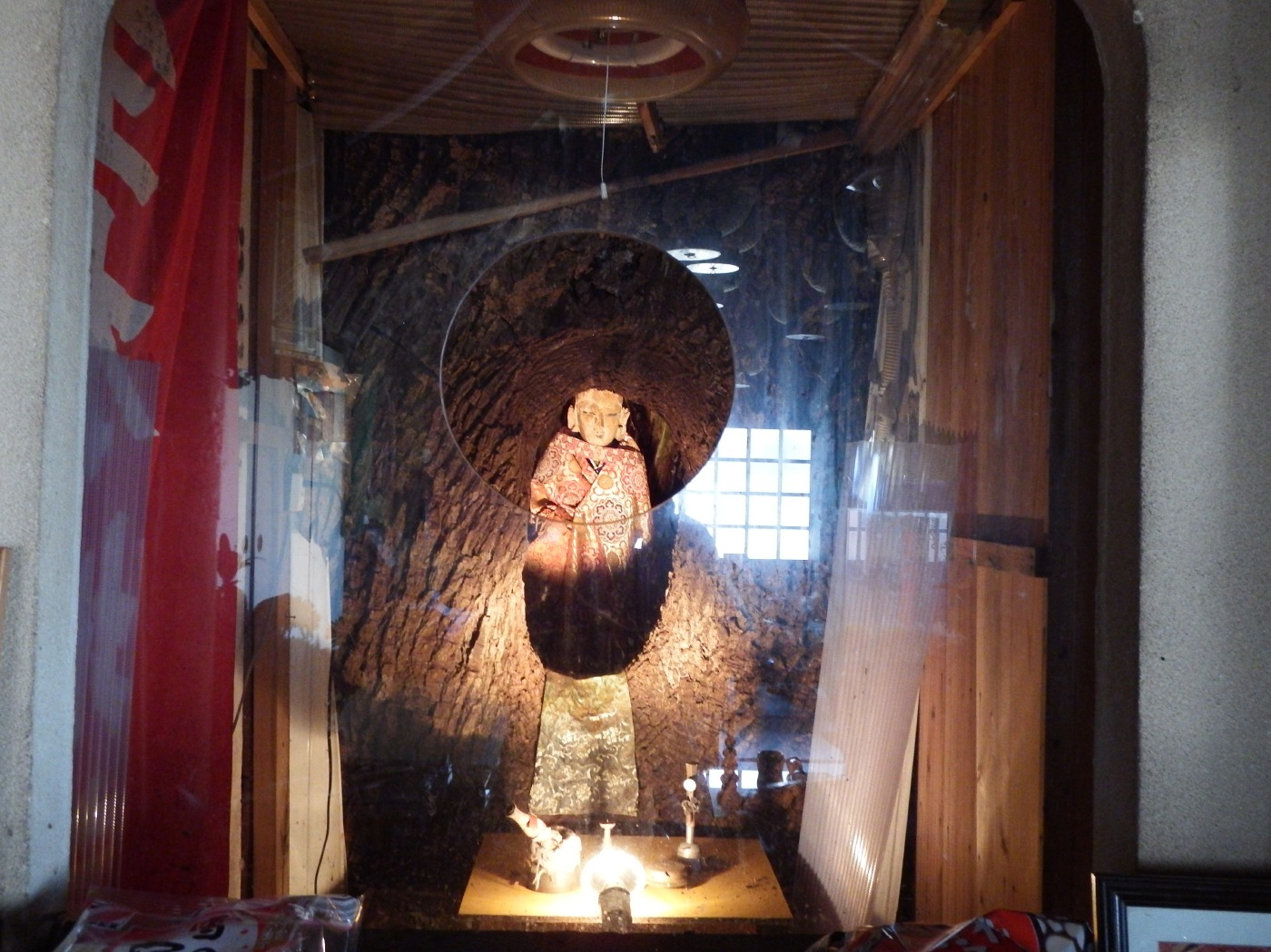
生木地蔵尊
天保7年（1837年）森安利左衛門が病弱な娘のために大楠（高さ30 m、幹回り10 m、樹齢推定約1,200年）に五尺の地蔵尊を彫り上げた。
- 所在地：観音寺市大野原町大野原1208（大野原ICより約2 km） （生木地蔵尊）